# سوليهل

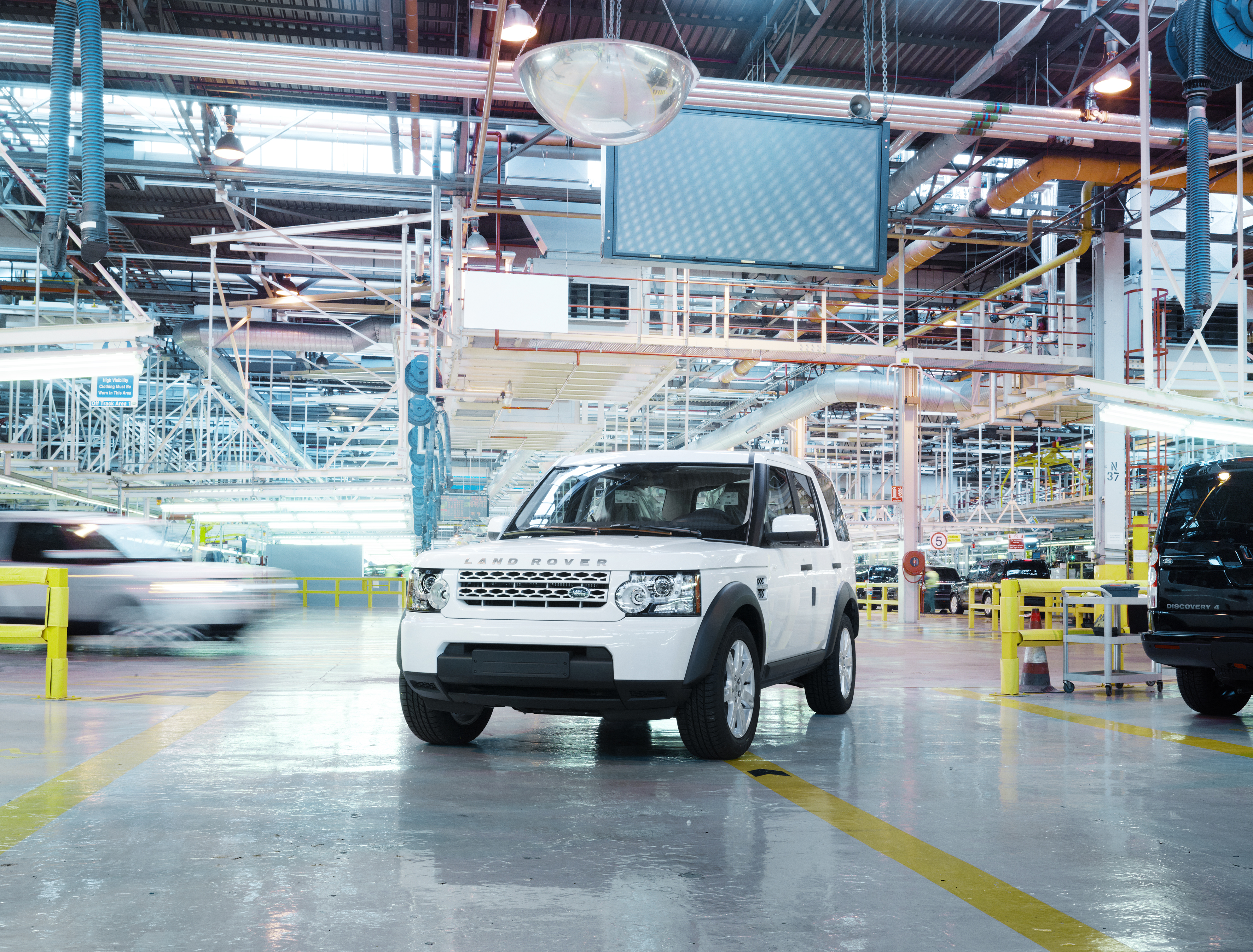
سيارة لاند روفر رباعية الدفع في مصنع سوليهل لصناعة السيارات

سوليهل بلدة تعد مركز «برة» يضم نحو مئتي ألف نسمة، تقع في مقاطعة غرب الوسط البريطاني بين كوفنتري وبرمنغم. وهي منشأ سيارات لاند روفر منذ الخمسينات إلى اليوم. وفيها جالية إسلامية.

## توأمة
لسوليهل اتفاقيات توأمة مع:
- شوليه

## أعلام
- جورج ألين
- جيمي ببكر
- ريتشارد هاموند
- شون سانت ليدجر
- كريغ غاردنر